# Santa María del Oro
Ville du nord de l'État de Durango au Mexique, c'est la ville la plus importante de la municipalité del Oro. Elle fut créée en grande partie grâce à l'exploitation des mines locales.